# 소니아 오설리번
소니아 오설리번(아일랜드어: Sonia O'Sullivan, 1969년 11월 28일 ~ )은 아일랜드의 전직 육상 선수이다.
그녀는 코브 마을의 동쪽에 있는 발리모어 달리기클럽에서 자신의 달리기 경력을 시작했다. 그녀의 영예로운 업적은 1995년 세계 육상 선수권 대회 5000m 금메달이었다. 그녀는 2000년 올림픽 5000m에서 은메달을 획득했고 1993년 세계 선수권 대회 1500m에서 은메달을 획득했다.
2007년 2월 14일에 오설리번은 4월 15일에 열리는 그레이트 아일랜드 달리기 대회 이후 자신의 스파이크를 끊을 계획이 있다고 말했다. 오설리번은 나중에 2007 시즌을 끝으로 은퇴할 것이라는 점을 추가했고, 그녀가 BUPA 그레이트 아일랜드 달리기 대회 이후 은퇴한 소문을 일축했다.